# Нью-Юніон (Теннессі)
Нью-Юніон (англ. New Union) — переписна місцевість (CDP) в США, в окрузі Коффі штату Теннессі. Населення — 1646 осіб (2020).

## Географія
Нью-Юніон розташований за координатами 35°32′2″ пн. ш. 86°5′0″ зх. д. / 35.53389° пн. ш. 86.08333° зх. д. (35.533951, -86.083241).  За даними Бюро перепису населення США в 2010 році переписна місцевість мала площу 9,95 км², уся площа — суходіл.

## Демографія
Згідно з переписом 2010 року, у переписній місцевості мешкала 1431 особа в 541 домогосподарстві у складі 426 родин. Густота населення становила 144 особи/км².  Було 578 помешкань (58/км²).
Расовий склад населення:
| - 95,2 % — білих - 1,7 % — чорних або афроамериканців - 0,8 % — корінних американців - 0,8 % — азіатів |

До двох чи більше рас належало 0,6 %. Частка іспаномовних становила 1,5 % від усіх жителів.
За віковим діапазоном населення розподілялося таким чином: 24,8 % — особи молодші 18 років, 60,5 % — особи у віці 18—64 років, 14,7 % — особи у віці 65 років та старші. Медіана віку мешканця становила 41,9 року. На 100 осіб жіночої статі у переписній місцевості припадало 94,7 чоловіків;  на 100 жінок у віці від 18 років та старших — 92,5 чоловіків також старших 18 років.
Середній дохід на одне домашнє господарство  становив 88 166 доларів США (медіана — 68 913), а середній дохід на одну сім'ю — 101 499 доларів (медіана — 74 297). За межею бідності перебувало 1,9 % осіб, у тому числі 0,0 % дітей у віці до 18 років та 3,8 % осіб у віці 65 років та старших.
Цивільне працевлаштоване населення становило 856 осіб. Основні галузі зайнятості: освіта, охорона здоров'я та соціальна допомога — 39,0 %, роздрібна торгівля — 14,5 %, будівництво — 10,9 %, виробництво — 8,3 %.